# 苜蓿園駅
苜蓿園駅（もくしゅくえんえき）は、南京市玄武区寧杭公路の北側にある、南京地下鉄2号線の駅である。

## 歴史
- 2010年5月28日2号線の駅として開業。

## 駅構造

### 改札・出入口
- 1号出入口：中山門大街の北側・陵園路・中山陵観光区、明孝陵駐車場
- 2号出入口：中山門大街の北側
- 3号出入口：中山門大街の南側

### のりば
| 番線 | 路線            | 方面                               | 行先        |
| ---- | --------------- | ---------------------------------- | ----------- |
|      | 南京地下鉄2号線 | 新街口・青蓮街・天保街 方面        | 魚嘴 行き   |
|      | 南京地下鉄2号線 | 馬群・金馬路・羊山公園・経天路方面 | 仙林湖 行き |

## 駅周辺
- 中山陵
- 明孝陵
- 美齢宮
- 鍾山観光区（紫金山）

## 隣の駅
南京地下鉄
■2号線
明故宮駅 - 苜蓿園駅 - 下馬坊駅